# Muzeul de Artă din Ciscarpatia
Muzeul de Artă din Ciscarpatia (în ucraineană Музей мистецтв Прикрапаття, transliterat: Muzei mîstețtv Prîkrapattea; până în 2012 Muzeul Regional de Artă din Ivano-Frankivsk) este un muzeu amenajat în incinta Bisericii Fecioara Maria⁠(d) din Ivano-Frankivsk. A fost deschis în 1980 în locul Muzeului de geologie al Institutului de Petrol și Gaze⁠(d) din oraș. Conține o colecție extinsă de artă religioasă⁠(d).
Cele mai importante expoziții sunt „Arta religioasă a Galiției în secolele al XV-lea – al XX-lea” și sculpturile în stil baroc ale lui Johann Georg Pinsel⁠(d).
Muzeul are două filiale în alte orașe:
- Casa-muzeu Vasîl Kasian⁠(d) din Sneatîn
- Departamentul expozițional al bisericii de lemn Pogorârea Sfântului Duh⁠(d) din Rohatîn[3]

## Colecție
La sfârșitul anilor 2000, colecția muzeului consta din aproximativ 15.000 de exponate, inclusiv exemple unice de iconografie galică și sculptură barocă (în mod special șase sculpturi ale lui Pinsel) și lucrări clasice de pictură din vestul Ucrainei semnate de Kornîlo Ustîianovîci⁠(d), Ivan Truș⁠(d), Iulian Pankevîci⁠(d), Iaroslav Pstrak⁠(d), Oleksa Novakivskîi⁠(d), Osîp Sorohtei⁠(d), Olena Kulciîțka⁠(d) și alții. De asemenea, sunt găzduite lucrări ale pictorilor polozeni, austrieci, germani și italieni din secolele al XVIII-lea – al XX-lea.